# 大巴 (加利福尼亞州比尤特縣)
大巴（英語：Big Bar）是位於美國加利福尼亞州比尤特縣的一個非建制地區。該地的面積和人口皆未知。

## 地理
大巴的座標為39°48′20″N 121°26′17″W / 39.80556°N 121.43806°W，而該地的平均海拔高度為431米（即1414英尺）。